# Симфония № 5 (Чайковский)
Симфония № 5 ми минор, соч. 64 — симфония Петра Ильича Чайковского, посвященная Теодору Аве-Лальеманту. Музыка написана в 1888 г., впервые исполнена 5 (17) ноября 1888 года в Петербурге оркестром под управлением автора.

## История
Более десяти лет отделяют Четвертую симфонию от Пятой, за это время создаются разные жанровые произведения, которые наполнены драматизмом и лиризмом, свойственными его сочинениям. В Пятой симфонии виден симбиоз драмы и трагедии, отступление от своего основного лирико-психологического направления, ставятся более глубокие философские вопросы, вновь открыта тема судьбы и рока, сам автор делал такие выводы: «Мотив всех умствований — есть чисто личное чувство уходящей жизни и страх смерти». По этой фразе можно понять, в каком сильном душевном напряжении работал Чайковский.
С мая по август 1888 года Чайковский создает свою Пятую симфонию, в период весьма напряженный для автора: это и выступления в Москве, и посещение музыкальных центров — Лейпциг, Гамбург, Прага, Берлин, Париж, Лондон, в которых Чайковский даёт концерты.
Премьера Пятой симфонии состоялась 5 (17) ноября 1888 года в Петербурге, дирижировал сам автор, отзывы критиков были неоднозначны. Чайковский изначально считал Пятую симфонию слабее предыдущей, а поэтому и не удавшейся, в частности из письма к Н. Ф. фон Мекк:

Сыграв мою новую симфонию два раза в Петербурге и раз в Праге, я пришел к убеждению, что симфония эта неудачна. Есть в ней что-то такое отталкивающее, какой-то излишек пестроты и неискренности, деланности. И публика инстинктивно сознает это. Мне было очень ясно, что овации, коих я был предметом, относились к моей предыдущей деятельности, а сама симфония неспособна увлекать или, по крайней мере, нравиться. Сознание всего этого причиняет мне острое, мучительное чувство недовольства самим собою.
Неужели я уже, как говорится, исписался, и теперь могу только повторяться и подделываться под свою прежнюю манеру?

Фразой «под свою прежнюю манеру» Чайковский дает понять, что вновь была поднята тема судьбы и рока, к которой он обращался в Четвёртой симфонии, поэтому душевные смятения не покидали композитора. Лишь весной 1889 года, после исполнения пятой симфонии в Гамбурге, композитор поменял своё мнение, признав за сочинением ряд очевидных достоинств.

## Варианты и разночтения
Согласно воспоминаниям Конюса, вскоре после премьеры симфонии автор собирался внести в партитуру ряд правок, среди которых была и такая: «В коде финала непременно нужен один-единственный, оттеняющий кульминацию удар тарелок fоrtissimо. … Надо будет не забыть ввести этот удар в последующие издания партитуры».
Своё намерение композитор уже не успел осуществить. Однако дирижёр Артур Никиш, один из лучших дореволюционных интерпретаторов Пятой симфонии Чайковского, всегда вводил этот удар тарелок в кульминацию финальной части (так называемые «никишевские тарелки»). Впоследствии его примеру следовали Георг Себастьян, Виллем Менгельберг (в записи с Берлинским филармоническим оркестром, 1940) и Андрей Борейко (в записи с Немецким симфоническим оркестром Берлина, 2015).

## Оценка
Известный русский композитор, педагог, учёный и ученик Чайковского Сергей Танеев считал, что Пятая симфония Чайковского является его лучшим сочинением.

## Состав оркестра
Деревянные духовые
- Флейта пикколо
- 2 флейты
- 2 гобоя
- 2 кларнета (A)
- 2 фагота

Медные духовые
- 4 валторны (F)
- 2 трубы (A)
- 3 тромбона
- Туба

Ударные
- Литавры

Струнные
- I и II скрипки
- Альты
- Виолончели
- Контрабасы

### Структура симфонии

#### Интродукция
Первая часть написана в e-moll в сонатной форме с кодой. Симфония открывается интродукцией в e-moll. Тема хорального склада.

#### I. Andante. Allegro con anima
Главная партия e-moll, шествие. Тема звучит у кларнета и фагота в октавный унисон.

#### II.Andante cantabile, con alcuna licenza
Вторая часть начинается с хорала струнных, который служит неким вступлением к главной теме, которая звучит у валторны-соло.

#### III. Allegro moderato
Третья часть — Вальс 3/4, в A-dur.

#### IV. Andante maestoso. Allegro vivace
Четвёртая часть в E-dur; трёхчастная форма, средний раздел которой написан в сонатной форме.

## Использование музыки
- 1933, 13 апреля — «Предзнаменования», симфонический балет в 4 частях на музыку 5-й симфонии П. И. Чайковского, автор либретто и балетмейстер Л. Ф. Мясин, сценограф А. Массон[3]. Постановка породила шквал противоречивых дискуссий между балетоманами и музыкантами о правомерности использования симфонии в постановке музыкального театра. Со временем музыканты согласились с оправданностью новаторского подхода балетмейстера.

## Симфония в массовой культуре
Зажжение чаши Паралимпийского огня в 2014 году было произведено Сергеем Шиловым и Олесей Владыкиной под четвёртую, финальную часть симфонии № 5 П. И. Чайковского — Andante maestoso.
Исполнение симфонии в блокадном Ленинграде легло в основу сюжета фильма Соло (1980) режиссёра Константина Лопушанского.